# Isotachis spegazziniana
Isotachis spegazziniana là một loài rêu trong họ Balantiopsaceae. Loài này được C. Massal. mô tả khoa học đầu tiên năm 1885.